# Хёйгор, Ханус
Ха́нус Хёйгор (фар. Hanus Højgaard; род. 3 декабря 2005 года в Тофтире, Фарерские острова) — фарерский футболист, нападающий клуба «Б68» и юношеской сборной Фарерских островов.

## Карьера
Ханус является воспитанником тофтирского «Б68». В 2022 году главный тренер Эссур Хансен привлёк Хануса к матчам предсезонного турнира VFF. В сезоне-2022 состоялся его официальный дебют за «Б68»: 6 марта он заменил Янна Инги Петерсена на 83-й минуте встречи с «Б36» в рамках чемпионата Фарерских островов и не отметился полезными действиями. Всего в первом сезоне на взрослом уровне нападающий принял участие в 3 матчах фарерского первенства, а также 1 кубковой игре.
Форвард представляет Фарерские острова на юношеском уровне. В 2019 году он провёл 3 игры в составе сборной до 15 лет. В 2021 году Ханус отыграл 5 встреч за сборную до 17 лет, отметившись забитым голом в ворота сверстников из Гибралтара.

## Статистика выступлений
| Выступление      | Выступление      | Выступление      | Лига | Лига | Кубки | Кубки | Еврокубки | Еврокубки | Прочие | Прочие | Итого | Итого |
| Клуб             | Лига             | Сезон            | Игры | Голы | Игры  | Голы  | Игры      | Голы      | Игры   | Голы   | Игры  | Голы  |
| ---------------- | ---------------- | ---------------- | ---- | ---- | ----- | ----- | --------- | --------- | ------ | ------ | ----- | ----- |
| Б68              | Премьер-лига     | 2022             | 3    | 0    | 1     | 0     | 0         | 0         | 0      | 0      | 4     | 0     |
| Б68              | Премьер-лига     | 2023             | 1    | 0    | 0     | 0     | 0         | 0         | 0      | 0      | 1     | 0     |
| Б68              | Итого            | Итого            | 4    | 0    | 1     | 0     | 0         | 0         | 0      | 0      | 5     | 0     |
| Всего за карьеру | Всего за карьеру | Всего за карьеру | 4    | 0    | 1     | 0     | 0         | 0         | 0      | 0      | 5     | 0     |